# Mirá cómo nos ponemos
«Mirá cómo nos ponemos» («#Miracomonosponemos» o «#Mirácómonosponemos») es el nombre de un movimiento argentino iniciado de forma viral como hashtag en las redes sociales, desde el día 11 de diciembre de 2018 para denunciar la agresión sexual y el acoso sexual, a raíz de las acusaciones de abuso sexual y violación contra el actor Juan Darthés realizadas por su excolega de la telenovela Patito Feo, la también actriz Thelma Fardin.
Desde entonces, el hashtag ha sido utilizado por miles de personas, recibiendo el apoyo de diversas personalidades e instituciones, ya sea para denunciar episodios de violencia sexual o para brindar apoyo a las víctimas, siendo considerado como "un antes y un después" en la lucha contra la violencia de género.

## Origen
El día 11 de diciembre de 2018, se hizo pública una denuncia penal realizada por la actriz Thelma Fardin en contra de su excolega de Patito Feo, el cantante y también actor Juan Darthés por abuso y violación, hechos que habrían ocurrido en Nicaragua en 2009, cuando la actriz tenía 16 y Darthés 45. Los episodios habrían ocurrido en una habitación del hotel Holiday Inn de la ciudad de Managua en el mes de mayo de ese año, después de finalizar el último show de la gira infantil Patito Feo: El Show más lindo. El actor había recibido denuncias previas, por acoso por parte de la actriz Calu Rivero y por abuso sexual por parte de las actrices Ana Coacci y Natalia Juncos. La denuncia fue realizada el 4 de diciembre de 2018 en el país centroamericano.  
La frase hace alusión a las palabras supuestamente dichas por el actor a diversas mujeres al momento de presuntamente cometer los abusos: "mirá como me ponés", obligándolas a tocar su pene erecto y culpándolas de tal reacción. Los hechos denunciados, se dieron a conocer a través de un video en el que Thelma relata los hechos, finalizando con mensajes de apoyo con la frase y la etiqueta «#Miracomonosponemos». El colectivo «Actrices Argentinas» fueron las encargadas de citar a una conferencia de prensa en el que brindaron su apoyo a las víctimas de estos hechos y señalando que lo harían con cualquier persona que fuese víctima de un hecho similar. 

## Alcance e impacto
Varias personas, entre ellos famosos, comenzaron a hacer públicos relatos de agresiones o abusos sexuales en su contra. Además de los relatos y denuncias por medio de diversas redes sociales, el Ministerio de Justicia y Derechos Humanos de Argentina anunció que las llamadas al teléfono contra el abuso infantil en el país se incrementaron un 1240 % días después de la denuncia.
La frase fue utilizada en diversas redes sociales, principalmente Instagram, Twitter y Facebook, convirtiéndose rápidamente en trending topic, gracias al apoyo de diversas personalidades e instituciones.
Decenas de miles de personas se han hecho parte del movimiento, entre ellas:
- Calu Rivero[6]
- Griselda Siciliani[7]
- Florencia Peña[8]
- Brenda Asnicar
- Verónica Lozano
- Lali
- Eva De Dominici
- Laura Azcurra
- J Mena
- Adriana Salonia
- Anabel Cherubito
- Andrea Pietra
- Belén Chavanne
- Jazmín Stuart
- Julieta Cardinali
- Julieta Ortega
- Julieta Zylberberg
- Nancy Dupláa
- Noemí Frenkel
- Alejandra Flechner
- Bárbara Lombardo
- Cecilia Dopazo
- Cecilia Roth
- Leticia Mazur
- Cristina Banegas
- Zuleika Esnal
- Guadalupe Docampo
- Valeria Santa
- Leticia Brédice
- Emilia Claudeville
- Emilia Attias
- Carla Peterson
- Natalia Badgen
- Julieta Nair Calvo
- Ángela Torres
- Leonora Balcarce
- Marina Glezer
- Mirta Busnelli
- Verónica Pelaccini
- Silvina Acosta
- Laura Esquivel
- Pampita
- Lizy Tagliani
- Araceli González
- Dolores Fonzi
- Muriel Santa Ana
- Natalie Pérez
- Dalma Maradona
- Manuela Pal
- Julieta Díaz
- Carla Quevedo
- Florencia de la V
- Victoria Donda
- Gimena Accardi
- Malena Pichot
- Andrea Bonelli
- Violeta Urtizberea
- Ivana Nadal
- Rocío Igarzábal
- Paula Chaves
- Carolina Kopelioff
- Cristina Tejedor
- Candelaria Molfese
- Celeste Cid
- Florencia Raggi
- Eleonora Wexler
- María Eugenia Suárez
- Mariana Fabbiani
- Andy Vila
- Reina Reech
- Miss Bolivia
- Victoria Montenegro
- Romina Gaetani
- Sofía Gala Castiglione
- Romina Ricci
- Agustina Cherri
- Sabrina Garciarena
- Vanesa González
- Catherine Fulop
- Lorena Meritano
- Luciana Peker
- Laura Ubfal
- Connie Ansaldi
- María del Cerro
- Adriana Salonia
- Magui Bravi
- Verónica Llinás
- María Julia Oliván
- Ana Rosenfeld
- Flavia Palmiero
- Fernanda Iglesias
- Magalí Tajes
- Laurita Fernández
- Adabel Guerrero
- Laura Laprida
- Sofía Morandi
- Soledad Fandiño
- Claudia Fontán
- Oriana Sabatini
- Pilar Gamboa
- Marcela Kloosterboer
- Antonella Costa
- Delfina Chaves
- Micaela Vázquez
- Luisana Lopilato
- Macarena Paz
- Sofía Jiménez
- Paula Cancio
- Soledad Vallejos
- Ingrid Beck
- Nati Jota
- Malena Guinzburg
- Josefina Pouso
- Laura Cymer
- Ailén Bechara
- Belén Francese
- Mariana Antoniale
- Guillermina Valdés
- Zaira Nara
- Cinthia Fernández
- Victoria Saravia
- Florencia Vigna
- Luciana Rubinska
- Agustina Pivowarchuk
- Nazarena Vélez
- Bárbara Vélez
- Marina Bellati
- Lelé
- Micaela Tinelli
- Florencia Torrente
- Sofía Macaggi
- Analía Franchín
- Micaela Viciconte
- Belén Pouchán
- Stefanía Roitman
- Johanna Francella
- Luisa Drozdek
- Malena Narvay
- Ángel de Brito
- Andy Kusnetzoff
- Pimpinela
- Benito Cerati
- Aníbal Pachano
- Ricardo Darín
- Flavio Mendoza
- Nicolás Vázquez
- Darío Sztajnszrajber
- Gastón Soffritti
- Sebastián Estevanez
- Pedro Alfonso
- Nicolás Furtado
- Mariano Martínez
- Facundo Moyano
- Mike Amigorena
- Rodrigo Lussich
- Juan Manuel Guilera

## Casos denunciados
Miles de mujeres y hombres se atrevieron a dar a conocer sus testimonios, para visibilizar una realidad que afecta socialmente a Argentina.
Estas fueron algunas de las denuncias que se conocieron posteriormente:
- Reina Reech: Relató que su padrastro, el pianista Bubby Lavecchia, intentó abusar de ella a los 13 años.
- Ximena Rijel: Denunció abuso de poder y acoso de parte del productor Enrique "Quique" Estevanez en el año 2013, mientras la actriz desarrollaba una participación especial en la telenovela Dulce amor.
- María del Cerro: La modelo señaló que fue abusada sexualmente por dos personas cuando tenía 11 años.
- Eva De Dominici: La actriz relató un episodio de abuso y acoso por parte de un director de cine a sus 16 años.
- Lara Sambert: La participante del reality Cantando por un sueño 2011 denunció a Gino Renni, quien era su acompañante en la competencia, de drogarla y besarla a la fuerza.
- Araceli González: Fue abusada sexualmente cuando tenía 5 años por un albañil.
- Roberto Piazza: Volvió a relatar los episodios de violación que sufrió por parte de su hermano Roberto Pezzone Piazza, desde los seis a los diecisiete años. Dichos episodios de abuso también los habría repetido con el sobrino del diseñador.
- Haydée Padilla: La actriz denunció públicamente violencia de género, acusando recibir maltratos y golpes de parte del actor Federico Luppi durante los diez años de matrimonio, entre 1976 y 1986.
- Rosana Bertone: La política y gobernadora de la Provincia de Tierra del Fuego, Antártida e Islas del Atlántico Sur, señaló que sufrió abuso sexual intrafamiliar entre los once y doce años.
- Fernanda Iglesias: La periodista relató que Roberto Pettinato se habría masturbado delante de ella en un camarín, tales acusaciones de abuso habían sido hechas anteriormente por Karina Mazzocco, Josefina Pouso y Emilia Claudeville.
- Militta Bora: Hizo pública una denuncia por violación en contra del cantante "Chano" Moreno Charpentier, realizada el día 13 de noviembre de 2018 en la Fiscalía 22. Los hechos habrían ocurrido el 2016 mientras eran novios.
- Geraldine Neumann: Aseguró que sufrió maltrato psicológico, acoso y abuso de poder por parte del cocinero y conductor de televisión Ariel Rodríguez Palacios durante el año 2014 en el programa Qué mañana!. Posteriormente dio a conocer que realizó una denuncia en la Unidad Fiscal Especializada de Violencia contra las Mujeres. Los dichos fueron apoyados por la locutora Silvina Gualtieri, quien señaló vivir episodios similares junto al cocinero.
- Mónica Farro: Volvió a hacer pública su denuncia de violencia de género en contra de su exnovio Jorge "Negrito" Luengo, siendo víctima de agresiones físicas y psicológicas por parte del productor de Showmatch.
- Romina Manguel: Denunció un episodio de acoso de parte de un invitado al programa Animales sueltos.
- Magui Bravi: Fue víctima de un abuso sexual cuando tenía 19 años.
- Stephanie Calo: La militante de La Cámpora denunció al senador bonaerense Jorge Romero, por un abuso sexual ocurrido en enero de 2017.
- Marta González: La actriz confesó que a los 7 años fue abusada por un tío.
- Luciana Salazar: Relató que fue abusada por un sacerdote cuando asistía a un colegio católico.
- Majo Martino: La panelista reveló que a los 16 años un jefe de casting le dio un beso, sin su consentimiento, en un camarín.
- Claudia Mabel Guebel: La empleada del Congreso de la Nación Argentina denunció por un abuso sexual al senador Juan Carlos Marino y un colaborador, hechos que habrían ocurrido en las dependencias del Congreso, por lo que la investigación quedó a cargo del juzgado federal N°5 y a la Fiscalía Nacional en lo Criminal y Correccional Federal N°6.
- Malena Filmus: La hija del exministro Daniel Filmus, denunció junto a Leandro Koch y Darío Schvartz de abuso sexual al médico pediatra Alberto Cirulnik. Los hechos ocurrieron mientras el presunto victimario desempeñaba sus funciones en la Escuela ORT perteneciente a la comunidad judía. Posteriormente se conocieron otras nueve denuncias, de hechos ocurridos entre 1980 y 2011.
- Marianela Sánchez: La mujer denunció que fue violada a los 13 años por el secretario de deportes del municipio de San Pedro y bailarín Luis María Rodríguez, horas después de hacerse público el testimonio el presunto victimario se suicidó.
- Ludmila Martínez: La jugadora que forma parte de River Plate y parte de la selección Argentina sub-20 de fútbol sala, denunció a Eduardo Michelli, exentrenador del club "Los Andes de Munro", señalando que fue víctima de abuso sexual a los 9 años.
- Annabella Beltrachini: La exempleada municipal denunció penalmente al concejal de La Plata y presidente del consejo deliberante de la misma ciudad, Fernando Ponce, por abuso sexual e intento de violación en el año 2017.
- Santiago Bustince: Denunció pública y penalmente a su padre, el oftalmólogo Fernando José Bustince, por abusar de él y sus hermanos. La denuncia se hizo por el joven mediante Twitter y varios programas de televisión lo entrevistaron, escuchando su pedido de justicia.
- Victoria Xipolitakis: Denunció por violencia de género a su marido, Javier Naselli, mediante una llamada telefónica a la policía en la cual solicitó que hiciera abandono del hogar.
- Maximiliano Ghione: Hizo público un episodio de abuso sexual sufrido a los 11 años.
- Facundo Mazzei: El bailarín reveló que a los 13 años un alumno de ballet de la academia de sus padres lo violó en reiteradas ocasiones.
- Graciela Alfano: La modelo y artista reveló haber sido abusada por un vecino de sus padres entre los 4 y 7 años de edad.